# Давиденко, Александр Александрович
Александр Александрович Давиденко (1 (13) апреля 1899, Одесса — 1 мая 1934, Москва) — советский пролетарский композитор.

## Биография
Родился в семье телеграфиста, в 8 лет остался круглым сиротой, отчим отдал его в духовную семинарию, откуда будущий композитор удрал, начав самостоятельную жизнь.
1918—1919 — в Одесской консерватории, учился в классе композитора Витольда Малишевского.
1919—1921 — служил в Красной армии, затем работал санитаром на железной дороге.
1921 — в Харьковском музыкальном институте.
1922—1929 — в Московской консерватории, педагог Р. Глиэр.
1922—1924 — одновременно в Хоровой академии, педагог А. Кастальский.
1929—1932 — аспирант Московской консерватории.

## Деятельность на музыкальном поприще
Начиная с 1924 года А. А. Давиденко руководил хоровыми кружками в рабочих клубах,

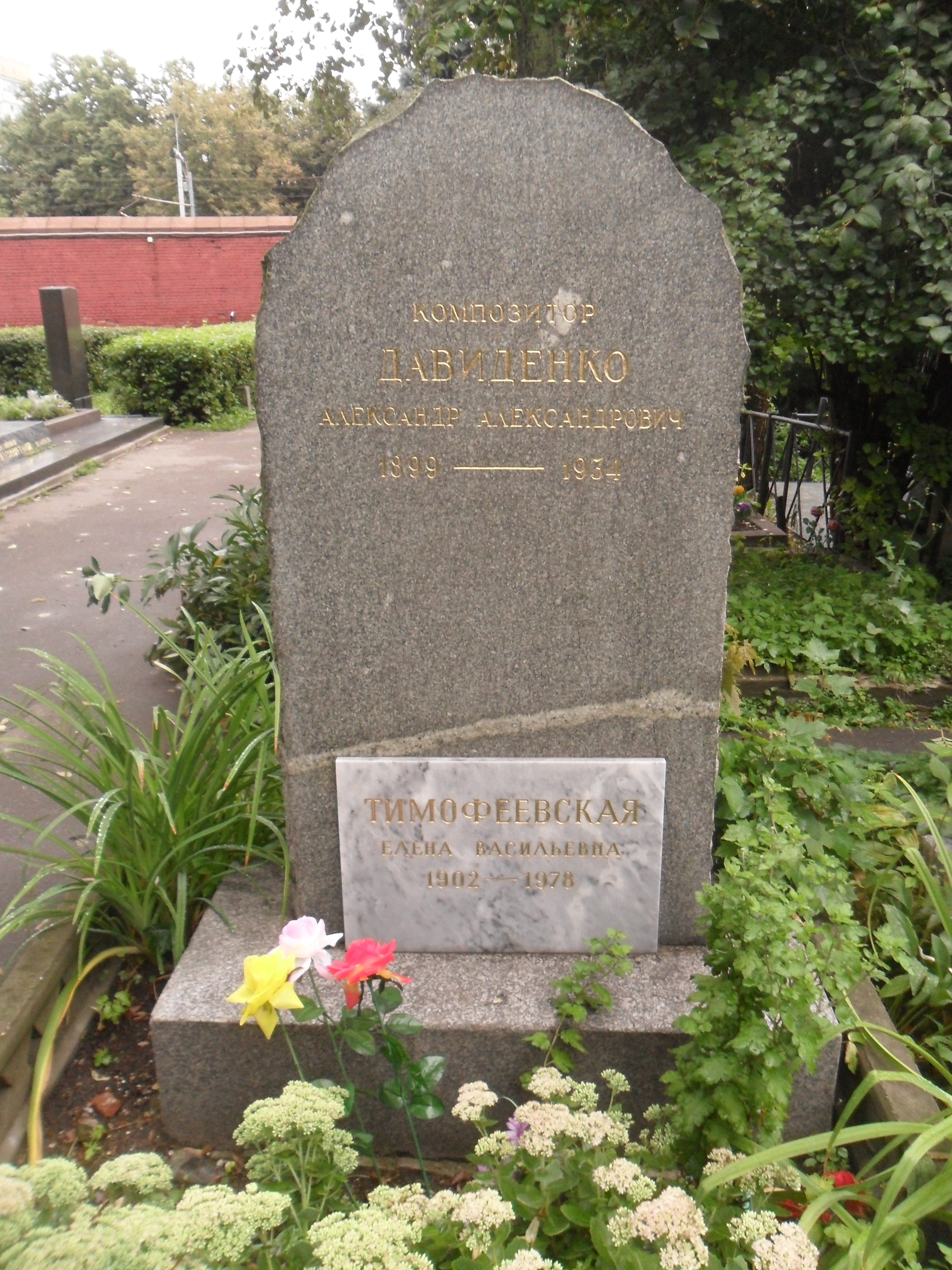
Могила Давиденко на Новодевичьем кладбище.

В 1925 году он организовал Производственный коллектив студентов-композиторов Московской консерватории, сокращенно: «Проколл», которым руководил в 1925—1929 гг.. Членами «Проколла» были начинающие пролетарские композиторы Б. Шехтер, В. Белый, М. Коваль, В. Фере, Н. Чемберджи, А. Хачатурян, Д. Кабалевский, И. Дзержинский и др. В 1929 году деятельность «Проколла» была закончена в связи с получением его членами высшего музыкального образования, и в том же году Давиденко поступил туда же, в Московскую консерваторию, в аспирантуру, одновременно став там же преподавателем рабочего факультета. В это же время, 1929—1932 он — член Российской Ассоциации пролетарских музыкантов (РАПМ), редактор журнала «За пролетарскую музыку».
А. Давиденко много работал с музыкальной самодеятельностью и руководил выступлениями больших хоровых коллективов в дни празднеств. При этом проводил музыкальные эксперименты, подключая к хоровому пению слушателей. Он делал хоровые обработки старых революционных песен: «Казнь», «Узник» и многие другие получили новую жизнь на советской эстраде в его аранжировке. Композитор много времени отдавал музыкально-просветительской работе — ездил по стране, организуя в это голодное время хоровые кружки, для которых написал немало песен.
Одновременно с большой общественной нагрузкой у композитора хватало времени на творческую работу. Его песни пользовались успехом, исполнялись в эстрадных концертах, постоянно звучали по радио. Тематика его музыкальных произведений всегда революционная, бравурная. Давиденко оказался чуть ли не самым популярным эстрадным композитором времени, очень много сделав для становления советской массовой хоровой песни.
В 1925 году он написал музыку к отрывку из стихотворения Н. Н. Асеева «Конная Буденного», получившаяся песня была сразу хорошо принята и оценена на всех уровнях и много исполнялась.
Пионерская песня «Маленький барабанщик» («Мы шли под грохот канонады…») вошла в репертуар детских хоров и широко исполнялась до самого конца советской власти и пионерского движения. Это была аранжировка немецкой революционной песни о юном горнисте немецкого Союза Красных Фронтовиков Фрице Вайнеке (нем.: Der kleine Trompeter, маленький трубач), убитом полицейским. Музыку и слова написал немецкий композитор В. Валльрот. На русский язык текст перевел М. Светлов в 1930 г., а обработку музыки сделал Александр Давиденко. В таком виде песня обрела огромную популярность в СССР и постоянно звучала в пионерских радиопередачах и детских концертах.
Песня Александра Давиденко «Нас побить, побить хотели» стала одним из самых модных хитов в начале 1930-х. Эта песня на слова Демьяна Бедного посвящена конфликту на КВЖД 1929 г. Песня так часто звучала по радио, что стала восприниматься как весьма назойливое творение и спровоцировала множество пародий. Очень похожие пародии сочинили поэт Яков Ядов и сатирик И.Ильф.
Илья Ильф: 
Два певца на сцене пели: 

«Нас побить, побить хотели», 

Так они противно ныли, 

Что и вправду их побили.
Яков Ядов:

На эстраде двое пели: 

— «Нас побить, побить хотели»,

До того они завыли, 

Что действительно побили.

Но всё затмила пародия на песню в постановке спектакля «Гамлет» в московском театре им. Вахтангова в 1932 году. Постановщик Н. Акимов решил весь спектакль выполнить в пародийном ключе, полном эксцентрики и буффонады: толстый неуклюжий Гамлет, пьяная танцовщица кабаре Офелия. А по поводу пародии на надоевшую песню музыкант театрального оркестра Юрий Елагин в своей мемуарной книге «Укрощение искусств» писал: 
Интересно, что в известной сцене с флейтой, Шостакович зло высмеял и советскую власть, и группу пролетарских композиторов, которые как раз в то время были на вершине своего могущества и причиняли немалое зло русской музыке и русским музыкантам. В этой сцене Гамлет прикладывал флейту к нижней части своей спины, а пикколо в оркестре с аккомпанементом контрабаса и барабана фальшиво и пронзительно играло известную советскую песню: «Нас побить, побить хотели…», сочинения композитора Давиденко, лидера группы пролетарских музыкантов, песню, написанную по случаю победы советских войск над китайцами в 1929 году.
Спектакль был раскритикован официальной критикой за формализм (это слово как раз приобрело в ту пору ругательный смысл).
В этом контексте уместно привести слова Д. Шостаковича о А. Давиденко, цитируемые в «Биографическом словаре»: «Творчество Давиденко целиком, без остатка, посвящено революционной действительности, и образы её с могучей силой запечатлены в лучших произведениях замечательного советского композитора». Музыкальный словарь приводит и другие слова Д.Шостаковича: «В искусстве Давиденко нет аккуратно выписанных деталей, как нет и изображения отдельных людей и характеров или же раскрытия глубоко личных, интимных переживаний; главное в нем другое — образ народной массы, её устремленность, подъем, порыв…».
С 1923 до самой смерти в 1934 гг. жил на Арбате, дом 51. Композитор скончался неожиданно, сразу после Первомайской демонстрации, в которой принимал активное участие. На его похоронах хор из студентов Московской консерватории и участников самодеятельности исполнял его песни.
Похоронен в Москве на Новодевичьем кладбище.

## Среди произведений
- неоконченная опера «1919 год» (фактически 1 акт оперы «Под откос», соч. 1929, постановка 1931)
- опера «1905 год» (в соавторстве Б. С. Шехтером, завершившим оперу после смерти Давиденко[18]), соч. 1934, записана на радио в 1935 и неоднократно исполнялась по радио[4])
- «Подъем вагона», вокально-симфонические фрагменты из оперы «1919 год»
- хоры «Море яростно стонало» (1925)
- «Рабочий май», хоровая сюита (1926)
- сборник чеченских песен и мелодий (1926);
- «Часовой»
- «Коммунист» (баллада)
- «Бурлаки» на стихи Н. Некрасова (1926),
- «На десятой версте» и «Улица волнуется» из коллективной оратории членов «Проколла», «Путь Октября» (1927, оркестрованы Д. Шостаковичем в 1962)
- романсы «Мать», «Письмо» на слова И. Уткина (1929);
- музыкальный плакат для голоса «Про Ленина» (1925)
- эскизы вокально-симфонической сюиты в 4 ч. «Красная площадь» (1932, сохранена в рукописи[2])
- песни на слова Н. Н. Асеева: «Конница Буденного» (1925), «Первая конная» (1929), «Винтовочка» (1931)
- песня «Все мы теперь краснофлотцы» (1926),
- «Песня о наркоме и его друзьях» (1928)
- песня «Нас побить, побить хотели» на слова Д.Бедного (1929)
- песня «Маленький барабанщик» на слова М.Светлова, перевод немецкой песни; аранжировка (1929)
- Сюита на чеченские народные темы (1932)
- песня «Чапаевская» на слова А. Суркова (1932)
- песня «Солнце Первомая» на стихи А. Жарова (1934); песня посмертно была отмечена премией на конкурсе Наркомпроса[1] и др.

Кроме того, А. А. Давиденко является автором множества музыкально-пролетарских статей.